# 拉库瓦
拉库瓦，是西班牙阿拉贡自治区特鲁埃尔省的一个市镇。总面积7平方公里，总人口57人（2001年），人口密度8人/平方公里。